# Гельветика (фільм)
«Гельветика» (англ. Helvetica) — це незалежний повнометражний документальний фільм про типографіку та графічний дизайн. У ньому розповідається про поширення однойменного шрифту та його вплив на глобальну візуальну культуру.
Режисер фільму — Гарі Хаствіт присвятив реліз стрічки у 2007 року до 50-річчя створення шрифту, що відбувся у 1957 році. «Гельветіка» є першим фільмом у трилогії дизайну.

## Сюжет
«Гельветіка» — це кінематографічне дослідження-бесіда про використання шрифту у міському просторі. Для цього Гарі Хаствіт бере інтерв’ю у графічних дизайнерів та типографів, які знаються та історії Helvetica та використовують цей шрифт у своїх роботах.
У перших інтерв’ю мова йде про батьків-творців шрифту — Макса Мідінгера та Едуардом Гофманом та їх прагнення створити простий шрифт без зарубок, згідно з ідеалами модерністського руху. Далі згадуються друкарські «погані звички» з попередніх робіт 1950-х років, які Helvetica намагалася виправити. Наприклад, нерозбірливі рукописні написи та щільний курсив.
Протягом усього фільму наводяться різні приклади Helvetica, що з’являються в міському просторі та поп-культурі, що чергуються з інтерв’ю.
Деякі респонденти критикують шрифт Helvetica. Наприклад, Стефан Заґмайстер вважає шрифт занадто нудним та обмеженим. Девід Карсон підкреслює різницю між розбірливістю та хорошою комунікацією. Ще частина дизайнерів не люблять Helvetica через ідеологію. Натомість вони віддають перевагу вручну ілюстрованим шрифтам, зосередженим навколо постмодернізму та відкидаючи конформізм.
Інша серія інтерв’ю з Майклом Плейсом розкриває третю позицію щодо Helvetica. Ці дизайнери визнають його повсюдність та відповідність завданню змусити «говорити по-іншому».
Фільм завершується коментарями щодо дедалі більшої поширеності графічного дизайну для самовираження кожного користувача соціальних мереж.

## Опитувані
- Манфред Шульц
- Массімо Він’єллі[en]
- Рік Пойнор[en]
- Вім Кроуел[en]
- Метью Картер[en]
- Альфред Хоффман — син Едуарда Хофмана
- Майк Паркер[en]
- Отмар Хофер
- Бруно Штайнерт
- Герман Цапф[en]
- Майкл Бейрут[en]
- Леслі Саван
- Тобіас Фрер-Джонс[en]
- Джонатан Хефлер[en]
- Ерік Шпікерманн
- Невілл Броуді
- Ларс Мюллер
- Пола Шер
- Стефан Заґмайстер
- Девід Карсон[en]
- Майкл Сі Плейс
- Група графічного дизайну NORM[en]